# Hacikawan
Hacikawan – wieś w Armenii, w prowincji Szirak. W 2011 roku liczyła 71 mieszkańców.